# Éric Marester

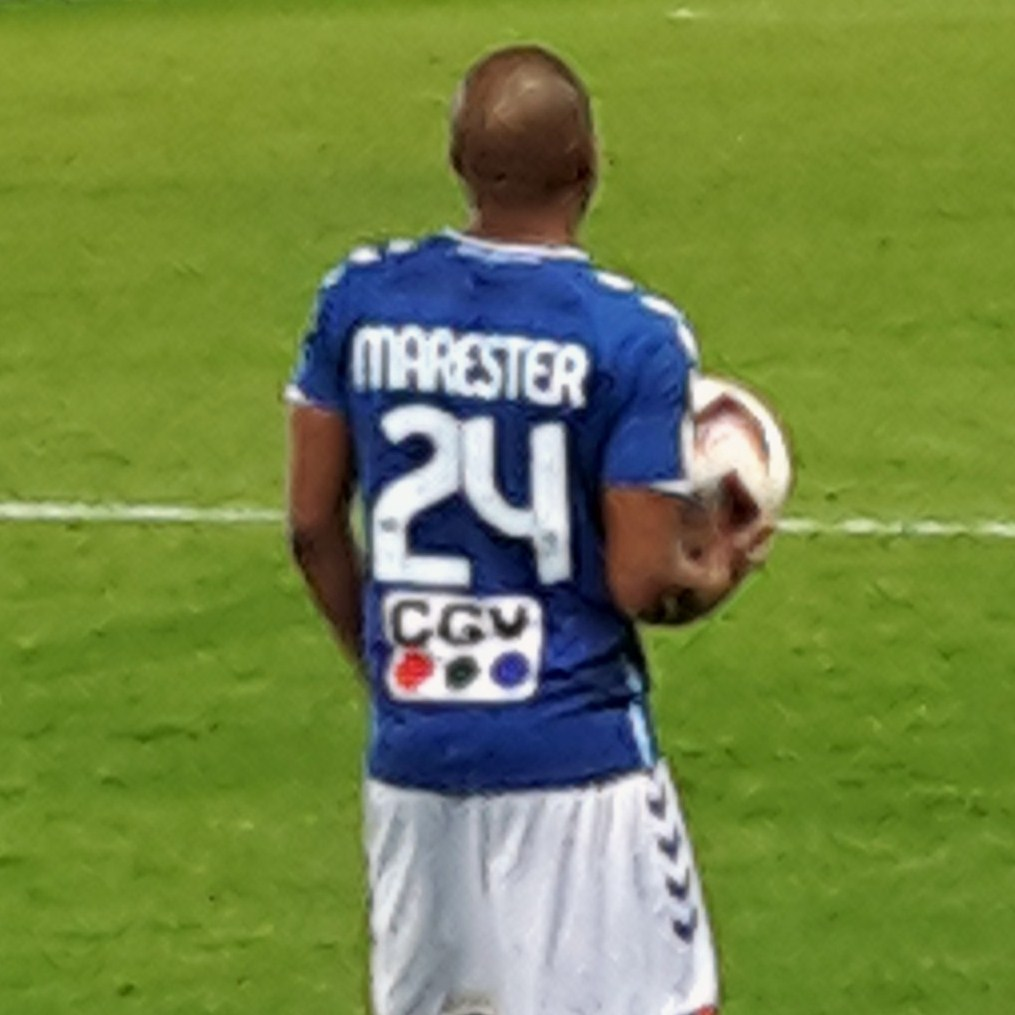
Éric Marester

Éric Marester (Villeneuve-la-Garenne, 12 juni 1984) is een Franse voetballer (verdediger) die sinds 2011 voor de Franse tweedeklasser AS Monaco speelt. Maresters ouders zijn afkomstig van de Franse kolonie Guadeloupe.

## Carrière
- 2001-2005:  Troyes
- 2005-2007:  Bastia
- 2007-2011:  Troyes
- 2011-heden:  Monaco